# Lagoptera acaerulea
Lagoptera acaerulea är en fjärilsart som beskrevs av Holloway 1976. Lagoptera acaerulea ingår i släktet Lagoptera och familjen nattflyn. Inga underarter finns listade i Catalogue of Life.